# Kubinka I
Kubinka I (ros. Кубинка I) – węzłowa stacja kolejowa w miejscowości Kubinka, w rejonie odincowskim, w obwodzie moskiewskim, w Rosji. Węzeł linii Moskwa – Mińsk – Brześć z Wielkim Pierścieniem Kolei Moskiewskiej.

## Historia
Stacja powstała w XIX w. na drodze żelaznej moskiewsko-brzeskiej, pomiędzy stacjami Golicino i Tuczkowo.